# Агунович, Эдуард Константинович
Эдуард Константинович Агунович (бел. Эдуард Канстанцінавіч Агуновіч; 16 декабря 1938, Речица, Гомельская область — 23 сентября 2020) — белорусский художник-график; член Союза художников СССР, Заслуженный работник культуры Белорусской ССР (1977), лауреат Государственной премии Республики Беларусь (1992).

## Биография
В 1959 году окончил Витебское художественно-графическое училище, в 1966 — Белорусский государственный театрально-художественный институт (дипломная работа — иллюстрации к народной поэме «Тарас на Парнасе»).
В 2018 году награждён Почётной грамотой Национального собрания Республики Беларусь.

## Творчество
С 1966 года участвовал в республиканских, всесоюзных и международных выставках. Автор проекта оформления Дома-музея I съезда РСДРП (Минск), Музея советско-польского боевого содружества (Ленино, Могилёвская область), музея Ф. Э. Дзержинского (Ивенец, Минская область).

### Основные работы
Серии иллюстраций
- Иллюстрации к народной поэме «Тарас на Парнасе» (1966);
- Якуб Колас. Новая зямля (1967);
- «Клятва Ф. Э. Дзержинского с товарищами» (1968);
- Якуб Колас. Сымон-музыка (1968);
- к поэме А. Астрейко «Приключения деда Михеда» (1969);
- к роману И. Шамякина «Глубокое течение» (1970).

Экспозиции в музее
- Литературный музей Максима Богдановича

Архитектура
- Часовня Святой Евфросинии Полоцкой, г. Речица, 1995
- Мемориал Георгий Победоносец, г. Бобруйск, 1999

## Память
- 23 сентября 2021 года в картинной галерее имени А. А. Исачёва Речицкого краеведческого музея прошли мероприятия, посвящённые творчеству Агуновича Эдуарда Константиновича.
- 18 декабря 2021 года в Речице прошли мероприятия, приуроченные ко Дню рождения Э. К. Агуновича[5]. Открыт памятник. В Речицком краеведческом музее представлена экспозиция, собранная из работ Э. К. Агуновича[5].